# Quinn Johnson
Quinn Johnson (New Orleans, 30 settembre 1986) è un giocatore di football americano statunitense, che gioca nel ruolo di fullback per i Tennessee Titans della National Football League (NFL). Fu scelto nel corso del quinto giro (145º assoluto) del Draft NFL 2009 dai Green Bay Packers. Al college ha giocato a football all'Università della Louisiana.

## Carriera

### Green Bay Packers
Johnson fu scelto nel corso del quinto giro del Draft 2009 Packers. In due stagioni trascorse nel Wisconsin giocò un totale di 20 partite, 5 delle quali come titolare, ricevendo 30 yard su 5 ricezioni.

### Tennessee Titans
Il 3 settembre 2011, Johnson fu scambiato coi Tennessee Titans. Il 7 ottobre 2011 fu svincolato per fare posto nel roster al fullback Ahmard Hall di ritorno da una squalifica di 4 gare.

### Denver Broncos
Il 10 ottobre 2011, i Denver Broncos ingaggiarono Johnson dopo il taglio da parte dei Tennessee Titans. Con essi, Quinn non scese mai in campo.

### Ritorno ai Titans
Johnson, dopo il taglio da parte dei Broncos, tornò nel Tennessee, dove, nella seconda parte della stagione 2011, disputò 4 partite, di cui una da titolare, ricevendo 3 palloni per 30 yard complessive. Nella successiva disputò per la prima volta tutte le 16 gare stagionali, di cui 8 come titolare.

## Palmarès
- Super Bowl : 1

Green Bay Packers: Super Bowl XLV
- National Football Conference Championship: 1

Green Bay Packers: 2010

## Statistiche
| Partite totali         | 44  |
| Partite da titolare    | 13  |
| Ricezioni              | 13  |
| Yard su ricezione      | 100 |
| Touchdown su ricezione | 0   |

Statistiche aggiornate alla stagione 2103